# بيت المداح (المخادر)

تعديل مصدري - تعديل

بيت المداح محلة تابعة لقرية حصب، التابعة لعزلة بني سرحة بمديرية المخادر إحدى مديريات محافظة إب في الجمهورية اليمنية، بلغ تعداد سكانها 20 حسب تعداد اليمن لعام 2004.